# Àngels Marzo i Torres
Àngels Marzo i Torres   (Caldes de Montbui, 1977) és una poeta i promotora cultural catalana. Als 18 anys va anar a estudiar Filologia Hispànica a Lleida, ciutat on viu des d'aleshores. Des de 2009, ha coordinat els cicles de poesia “Veus singulars” i ”Re-versos”. Al març de 2015, va comissariar el Festival Internacional de Poesia Destí Poètic, que pretenia acostar les diferents veus poètiques del panorama nacional i de la Mediterrània. Ha escrit tres llibres de poesia, que han estat tots tres premiats.
Des de gener de 2024 és la nova editora de Pagès Editors.

## Obra[1]
- Les grues, XIX Premi de poesia «Les Talúries» (2009)
- Saba bruta, XVII Premi de Poesia Màrius Torres (2012)[5]
- Buscant Quios, Premi de Poesia Joan Teixidor (2013)[6]
- Poemes de la Suda: antologia, 2007-2017 (editora literària amb Xavier Macià) (2018)
- El rastre nival, Premi Crítica Serra d'Or de Poesia 2023 (2022)[7][8]